# Vuelta a Suiza 2021
La 84.ª edición de la Vuelta a Suiza fue una carrera de ciclismo en ruta por etapas que se celebró entre el 6 y el 13 de junio de 2021 con inicio en la ciudad de Frauenfeld y final en la ciudad de Andermatt en Suiza. El recorrido constó de un total de 8 etapas sobre una distancia total inicial de 1025,04 km
La carrera hizo parte del circuito UCI WorldTour 2021 dentro de la categoría 2.UWT y fue ganada por el ecuatoriano Richard Carapaz del INEOS Grenadiers. Completaron el podio, como segundo y tercer clasificado respectivamente, el colombiano Rigoberto Urán del EF Education-NIPPO y el danés Jakob Fuglsang del Astana-Premier Tech.

## Equipos participantes
Tomaron la partida un total de 23 equipos, corren los cuales 19 son de categoría UCI WorldTeam, 3 UCI ProTeam y la selección nacional de Suiza, quienes conformaron un pelotón de 160 ciclistas de los cuales terminaron 124. Los equipos participantes fueron:
| WorldTeams (19)- AG2R Citroën Team - Astana-Premier Tech - Bahrain Victorious - Bora-Hansgrohe - Cofidis - Deceuninck-Quick Step - EF Education-Nippo - Groupama-FDJ - Ineos Grenadiers - Intermarché-Wanty-Gobert Matériaux - Israel Start-Up Nation - Jumbo-Visma - Lotto Soudal - Movistar Team - Team BikeExchange - Team DSM - Qhubeka Assos - Trek-Segafredo - UAE Team Emirates ProTeams (3)- Alpecin-Fenix - Rally Cycling - Total Direct Énergie Equipo nacional- Suiza |
| |

## Etapas
| Etapa     | Fecha     | Recorrido                       | type                    | Distancia (km) | Desnivel (m) | Ganador              | Líder                |
| --------- | --------- | ------------------------------- | ----------------------- | -------------- | ------------ | -------------------- | -------------------- |
| 1.ª etapa | 6 de jun  | Frauenfeld – Frauenfeld         | contrarreloj individual | 10,84          | 36 m         | Stefan Küng          | Stefan Küng          |
| 2.ª etapa | 7 de jun  | Neuhausen am Rheinfall – Lachen | etapa escarpada         | 173            | 2375 m       | Mathieu van der Poel | Stefan Küng          |
| 3.ª etapa | 8 de jun  | Lachen – Pfaffnau               | etapa escarpada         | 185            | 2492 m       | Mathieu van der Poel | Mathieu van der Poel |
| 4.ª etapa | 9 de jun  | St. Urban – Gstaad              | etapa escarpada         | 171            | 1940 m       | Stefan Bissegger     | Mathieu van der Poel |
| 5.ª etapa | 10 de jun | Gstaad – Leukerbad              | etapa de montaña        | 172            | 2501 m       | Richard Carapaz      | Richard Carapaz      |
| 6.ª etapa | 11 de jun | Andermatt – Disentis/Mustér     | etapa de montaña        | 130            | 2715 m       | Andreas Kron         | Richard Carapaz      |
| 7.ª etapa | 12 de jun | Disentis/Mustér – Andermatt     | cronoescalada           | 23,2           | 654 m        | Rigoberto Urán       | Richard Carapaz      |
| 8.ª etapa | 13 de jun | Andermatt – Andermatt           | etapa de montaña        | 160            | 3517 m       | Gino Mäder           | Richard Carapaz      |

## Desarrollo de la carrera

### 1.ª etapa
| Frauenfeld - Frauenfeld | contrarreloj individual | (10,84 km) |

| \| Clasificación de la etapa \| Clasificación de la etapa \| Clasificación de la etapa \| Clasificación de la etapa \| Clasificación de la etapa \| \| Ciclista \| Ciclista \| Equipo \| Tiempo \| \| \| ------------------------- \| ------------------------- \| ------------------------- \| ------------------------- \| ------------------------- \| \| 1.º \| Stefan Küng \| Groupama-FDJ \| 12 min 00 s \| \| \| 2.º \| Stefan Bissegger \| EF Education-Nippo \| + 4 s \| \| \| 3.º \| Mattia Cattaneo \| Deceuninck-Quick Step \| + 12 s \| \| \| 4.º \| Thomas Scully \| EF Education-Nippo \| + 15 s \| \| \| 5.º \| Julian Alaphilippe \| Deceuninck-Quick Step \| + 19 s \| \| \| 6.º \| Jonas Rutsch \| EF Education-Nippo \| + 22 s \| \| \| 7.º \| Jannik Steimle \| Deceuninck-Quick Step \| + 22 s \| \| \| 8.º \| Florian Vermeersch \| Lotto-Soudal \| + 22 s \| \| \| 9.º \| Søren Kragh Andersen \| Team DSM \| + 22 s \| \| \| 10.º \| Rohan Dennis \| Ineos Grenadiers \| + 23 s \| \| |                      |                       |             |
| |                      |                       |             |
| Fuente: ProCyclingStats |                      |                       |             |
| Clasificación de la etapa |                      |                       |             |
| Ciclista | Ciclista             | Equipo                | Tiempo      |
| 1.º | Stefan Küng          | Groupama-FDJ          | 12 min 00 s |
| 2.º | Stefan Bissegger     | EF Education-Nippo    | + 4 s       |
| 3.º | Mattia Cattaneo      | Deceuninck-Quick Step | + 12 s      |
| 4.º | Thomas Scully        | EF Education-Nippo    | + 15 s      |
| 5.º | Julian Alaphilippe   | Deceuninck-Quick Step | + 19 s      |
| 6.º | Jonas Rutsch         | EF Education-Nippo    | + 22 s      |
| 7.º | Jannik Steimle       | Deceuninck-Quick Step | + 22 s      |
| 8.º | Florian Vermeersch   | Lotto-Soudal          | + 22 s      |
| 9.º | Søren Kragh Andersen | Team DSM              | + 22 s      |
| 10.º | Rohan Dennis         | Ineos Grenadiers      | + 23 s      |

| \| Clasificación general \| Clasificación general \| Clasificación general \| Clasificación general \| Clasificación general \| \| Ciclista \| Ciclista \| Equipo \| Tiempo \| \| \| --------------------- \| --------------------- \| --------------------- \| --------------------- \| --------------------- \| \| 1.º \| Stefan Küng \| Groupama-FDJ \| 12 min 00 s \| \| \| 2.º \| Stefan Bissegger \| EF Education-Nippo \| + 4 s \| \| \| 3.º \| Mattia Cattaneo \| Deceuninck-Quick Step \| + 12 s \| \| \| 4.º \| Thomas Scully \| EF Education-Nippo \| + 15 s \| \| \| 5.º \| Julian Alaphilippe \| Deceuninck-Quick Step \| + 19 s \| \| \| 6.º \| Jonas Rutsch \| EF Education-Nippo \| + 22 s \| \| \| 7.º \| Jannik Steimle \| Deceuninck-Quick Step \| + 22 s \| \| \| 8.º \| Florian Vermeersch \| Lotto-Soudal \| + 22 s \| \| \| 9.º \| Søren Kragh Andersen \| Team DSM \| + 22 s \| \| \| 10.º \| Rohan Dennis \| Ineos Grenadiers \| + 23 s \| \| |                      |                       |             |
| |                      |                       |             |
| Fuente: ProCyclingStats |                      |                       |             |
| Clasificación general |                      |                       |             |
| Ciclista | Ciclista             | Equipo                | Tiempo      |
| 1.º | Stefan Küng          | Groupama-FDJ          | 12 min 00 s |
| 2.º | Stefan Bissegger     | EF Education-Nippo    | + 4 s       |
| 3.º | Mattia Cattaneo      | Deceuninck-Quick Step | + 12 s      |
| 4.º | Thomas Scully        | EF Education-Nippo    | + 15 s      |
| 5.º | Julian Alaphilippe   | Deceuninck-Quick Step | + 19 s      |
| 6.º | Jonas Rutsch         | EF Education-Nippo    | + 22 s      |
| 7.º | Jannik Steimle       | Deceuninck-Quick Step | + 22 s      |
| 8.º | Florian Vermeersch   | Lotto-Soudal          | + 22 s      |
| 9.º | Søren Kragh Andersen | Team DSM              | + 22 s      |
| 10.º | Rohan Dennis         | Ineos Grenadiers      | + 23 s      |

### 2.ª etapa
| Neuhausen am Rheinfall - Lachen | etapa escarpada | (173 km) |

| \| Clasificación de la etapa \| Clasificación de la etapa \| Clasificación de la etapa \| Clasificación de la etapa \| Clasificación de la etapa \| \| Ciclista \| Ciclista \| Equipo \| Tiempo \| \| \| ------------------------- \| ------------------------- \| ------------------------- \| ------------------------- \| ------------------------- \| \| 1.º \| Mathieu van der Poel \| Alpecin-Fenix \| 4 h 12 min 30 s \| \| \| 2.º \| Maximilian Schachmann \| Bora-Hansgrohe \| + 1 s \| \| \| 3.º \| Wout Poels \| Bahrain Victorious \| + 4 s \| \| \| 4.º \| Iván García Cortina \| Movistar Team \| + 4 s \| \| \| 5.º \| Marc Hirschi \| UAE Team Emirates \| + 4 s \| \| \| 6.º \| Richard Carapaz \| Ineos Grenadiers \| + 4 s \| \| \| 7.º \| Michael Woods \| Israel Start-Up Nation \| + 4 s \| \| \| 8.º \| Julian Alaphilippe \| Deceuninck-Quick Step \| + 4 s \| \| \| 9.º \| Jakob Fuglsang \| Astana-Premier Tech \| + 4 s \| \| \| 10.º \| Andreas Kron \| Lotto-Soudal \| + 9 s \| \| |                       |                        |                 |
| |                       |                        |                 |
| Fuente: ProCyclingStats |                       |                        |                 |
| Clasificación de la etapa |                       |                        |                 |
| Ciclista | Ciclista              | Equipo                 | Tiempo          |
| 1.º | Mathieu van der Poel  | Alpecin-Fenix          | 4 h 12 min 30 s |
| 2.º | Maximilian Schachmann | Bora-Hansgrohe         | + 1 s           |
| 3.º | Wout Poels            | Bahrain Victorious     | + 4 s           |
| 4.º | Iván García Cortina   | Movistar Team          | + 4 s           |
| 5.º | Marc Hirschi          | UAE Team Emirates      | + 4 s           |
| 6.º | Richard Carapaz       | Ineos Grenadiers       | + 4 s           |
| 7.º | Michael Woods         | Israel Start-Up Nation | + 4 s           |
| 8.º | Julian Alaphilippe    | Deceuninck-Quick Step  | + 4 s           |
| 9.º | Jakob Fuglsang        | Astana-Premier Tech    | + 4 s           |
| 10.º | Andreas Kron          | Lotto-Soudal           | + 9 s           |

| \| Clasificación general \| Clasificación general \| Clasificación general \| Clasificación general \| Clasificación general \| \| Ciclista \| Ciclista \| Equipo \| Tiempo \| \| \| --------------------- \| --------------------- \| --------------------- \| --------------------- \| --------------------- \| \| 1.º \| Stefan Küng \| Groupama-FDJ \| 4 h 24 min 52 s \| \| \| 2.º \| Julian Alaphilippe \| Deceuninck-Quick Step \| + 1 s \| \| \| 3.º \| Maximilian Schachmann \| Bora-Hansgrohe \| + 2 s \| \| \| 4.º \| Mathieu van der Poel \| Alpecin-Fenix \| + 6 s \| \| \| 5.º \| Iván García Cortina \| Movistar Team \| + 12 s \| \| \| 6.º \| Mattia Cattaneo \| Deceuninck-Quick Step \| + 12 s \| \| \| 7.º \| Richard Carapaz \| Ineos Grenadiers \| + 13 s \| \| \| 8.º \| Neilson Powless \| EF Education-Nippo \| + 25 s \| \| \| 9.º \| Gino Mäder \| Bahrain Victorious \| + 30 s \| \| \| 10.º \| Andreas Kron \| Lotto-Soudal \| + 33 s \| \| |                       |                       |                 |
| |                       |                       |                 |
| Fuente: ProCyclingStats |                       |                       |                 |
| Clasificación general |                       |                       |                 |
| Ciclista | Ciclista              | Equipo                | Tiempo          |
| 1.º | Stefan Küng           | Groupama-FDJ          | 4 h 24 min 52 s |
| 2.º | Julian Alaphilippe    | Deceuninck-Quick Step | + 1 s           |
| 3.º | Maximilian Schachmann | Bora-Hansgrohe        | + 2 s           |
| 4.º | Mathieu van der Poel  | Alpecin-Fenix         | + 6 s           |
| 5.º | Iván García Cortina   | Movistar Team         | + 12 s          |
| 6.º | Mattia Cattaneo       | Deceuninck-Quick Step | + 12 s          |
| 7.º | Richard Carapaz       | Ineos Grenadiers      | + 13 s          |
| 8.º | Neilson Powless       | EF Education-Nippo    | + 25 s          |
| 9.º | Gino Mäder            | Bahrain Victorious    | + 30 s          |
| 10.º | Andreas Kron          | Lotto-Soudal          | + 33 s          |

### 3.ª etapa
| Lachen - Pfaffnau | etapa escarpada | (185 km) |

| \| Clasificación de la etapa \| Clasificación de la etapa \| Clasificación de la etapa \| Clasificación de la etapa \| Clasificación de la etapa \| \| Ciclista \| Ciclista \| Equipo \| Tiempo \| \| \| ------------------------- \| ------------------------- \| ------------------------- \| ------------------------- \| ------------------------- \| \| 1.º \| Mathieu van der Poel \| Alpecin-Fenix \| 4 h 24 min 26 s \| \| \| 2.º \| Christophe Laporte \| Cofidis \| + 0 s \| \| \| 3.º \| Julian Alaphilippe \| Deceuninck-Quick Step \| + 0 s \| \| \| 4.º \| Michael Matthews \| BikeExchange \| + 0 s \| \| \| 5.º \| Maximilian Schachmann \| Bora-Hansgrohe \| + 0 s \| \| \| 6.º \| Alexander Kamp \| Trek-Segafredo \| + 0 s \| \| \| 7.º \| Tiesj Benoot \| Team DSM \| + 0 s \| \| \| 8.º \| Omar Fraile \| Astana-Premier Tech \| + 0 s \| \| \| 9.º \| Anthony Turgis \| Total Direct Énergie \| + 0 s \| \| \| 10.º \| Michael Woods \| Israel Start-Up Nation \| + 0 s \| \| |                       |                        |                 |
| |                       |                        |                 |
| Fuente: ProCyclingStats |                       |                        |                 |
| Clasificación de la etapa |                       |                        |                 |
| Ciclista | Ciclista              | Equipo                 | Tiempo          |
| 1.º | Mathieu van der Poel  | Alpecin-Fenix          | 4 h 24 min 26 s |
| 2.º | Christophe Laporte    | Cofidis                | + 0 s           |
| 3.º | Julian Alaphilippe    | Deceuninck-Quick Step  | + 0 s           |
| 4.º | Michael Matthews      | BikeExchange           | + 0 s           |
| 5.º | Maximilian Schachmann | Bora-Hansgrohe         | + 0 s           |
| 6.º | Alexander Kamp        | Trek-Segafredo         | + 0 s           |
| 7.º | Tiesj Benoot          | Team DSM               | + 0 s           |
| 8.º | Omar Fraile           | Astana-Premier Tech    | + 0 s           |
| 9.º | Anthony Turgis        | Total Direct Énergie   | + 0 s           |
| 10.º | Michael Woods         | Israel Start-Up Nation | + 0 s           |

| \| Clasificación general \| Clasificación general \| Clasificación general \| Clasificación general \| Clasificación general \| \| Ciclista \| Ciclista \| Equipo \| Tiempo \| \| \| --------------------- \| --------------------- \| --------------------- \| --------------------- \| --------------------- \| \| 1.º \| Mathieu van der Poel \| Alpecin-Fenix \| 8 h 49 min 14 s \| \| \| 2.º \| Julian Alaphilippe \| Deceuninck-Quick Step \| + 1 s \| \| \| 3.º \| Stefan Küng \| Groupama-FDJ \| + 4 s \| \| \| 4.º \| Maximilian Schachmann \| Bora-Hansgrohe \| + 6 s \| \| \| 5.º \| Mattia Cattaneo \| Deceuninck-Quick Step \| + 13 s \| \| \| 6.º \| Iván García Cortina \| Movistar Team \| + 16 s \| \| \| 7.º \| Richard Carapaz \| Ineos Grenadiers \| + 17 s \| \| \| 8.º \| Neilson Powless \| EF Education-Nippo \| + 29 s \| \| \| 9.º \| Andreas Kron \| Lotto-Soudal \| + 37 s \| \| \| 10.º \| Rigoberto Urán \| EF Education-Nippo \| + 39 s \| \| |                       |                       |                 |
| |                       |                       |                 |
| Fuente: ProCyclingStats |                       |                       |                 |
| Clasificación general |                       |                       |                 |
| Ciclista | Ciclista              | Equipo                | Tiempo          |
| 1.º | Mathieu van der Poel  | Alpecin-Fenix         | 8 h 49 min 14 s |
| 2.º | Julian Alaphilippe    | Deceuninck-Quick Step | + 1 s           |
| 3.º | Stefan Küng           | Groupama-FDJ          | + 4 s           |
| 4.º | Maximilian Schachmann | Bora-Hansgrohe        | + 6 s           |
| 5.º | Mattia Cattaneo       | Deceuninck-Quick Step | + 13 s          |
| 6.º | Iván García Cortina   | Movistar Team         | + 16 s          |
| 7.º | Richard Carapaz       | Ineos Grenadiers      | + 17 s          |
| 8.º | Neilson Powless       | EF Education-Nippo    | + 29 s          |
| 9.º | Andreas Kron          | Lotto-Soudal          | + 37 s          |
| 10.º | Rigoberto Urán        | EF Education-Nippo    | + 39 s          |

### 4.ª etapa
| St. Urban - Gstaad | etapa escarpada | (171 km) |

| \| Clasificación de la etapa \| Clasificación de la etapa \| Clasificación de la etapa \| Clasificación de la etapa \| Clasificación de la etapa \| \| Ciclista \| Ciclista \| Equipo \| Tiempo \| \| \| ------------------------- \| ------------------------- \| ------------------------- \| ------------------------- \| ------------------------- \| \| 1.º \| Stefan Bissegger \| EF Education-Nippo \| 3 h 46 min 21 s \| \| \| 2.º \| Benjamin Thomas \| Groupama-FDJ \| + 0 s \| \| \| 3.º \| Joey Rosskopf \| Rally Cycling \| + 0 s \| \| \| 4.º \| Joel Suter \| Suiza \| + 23 s \| \| \| 5.º \| Edward Theuns \| Trek-Segafredo \| + 5 min 16 s \| \| \| 6.º \| Juan Sebastián Molano \| UAE Team Emirates \| + 5 min 16 s \| \| \| 7.º \| Omar Fraile \| Astana-Premier Tech \| + 5 min 16 s \| \| \| 8.º \| Mike Teunissen \| Jumbo-Visma \| + 5 min 16 s \| \| \| 9.º \| Fred Wright \| Bahrain Victorious \| + 5 min 16 s \| \| \| 10.º \| Michael Matthews \| BikeExchange \| + 5 min 16 s \| \| |                       |                     |                 |
| |                       |                     |                 |
| Fuente: ProCyclingStats |                       |                     |                 |
| Clasificación de la etapa |                       |                     |                 |
| Ciclista | Ciclista              | Equipo              | Tiempo          |
| 1.º | Stefan Bissegger      | EF Education-Nippo  | 3 h 46 min 21 s |
| 2.º | Benjamin Thomas       | Groupama-FDJ        | + 0 s           |
| 3.º | Joey Rosskopf         | Rally Cycling       | + 0 s           |
| 4.º | Joel Suter            | Suiza               | + 23 s          |
| 5.º | Edward Theuns         | Trek-Segafredo      | + 5 min 16 s    |
| 6.º | Juan Sebastián Molano | UAE Team Emirates   | + 5 min 16 s    |
| 7.º | Omar Fraile           | Astana-Premier Tech | + 5 min 16 s    |
| 8.º | Mike Teunissen        | Jumbo-Visma         | + 5 min 16 s    |
| 9.º | Fred Wright           | Bahrain Victorious  | + 5 min 16 s    |
| 10.º | Michael Matthews      | BikeExchange        | + 5 min 16 s    |

| \| Clasificación general \| Clasificación general \| Clasificación general \| Clasificación general \| Clasificación general \| \| Ciclista \| Ciclista \| Equipo \| Tiempo \| \| \| --------------------- \| --------------------- \| --------------------- \| --------------------- \| --------------------- \| \| 1.º \| Mathieu van der Poel \| Alpecin-Fenix \| 12 h 40 min 51 s \| \| \| 2.º \| Julian Alaphilippe \| Deceuninck-Quick Step \| + 1 s \| \| \| 3.º \| Stefan Küng \| Groupama-FDJ \| + 4 s \| \| \| 4.º \| Maximilian Schachmann \| Bora-Hansgrohe \| + 6 s \| \| \| 5.º \| Mattia Cattaneo \| Deceuninck-Quick Step \| + 13 s \| \| \| 6.º \| Iván García Cortina \| Movistar Team \| + 16 s \| \| \| 7.º \| Richard Carapaz \| Ineos Grenadiers \| + 17 s \| \| \| 8.º \| Neilson Powless \| EF Education-Nippo \| + 29 s \| \| \| 9.º \| Andreas Kron \| Lotto-Soudal \| + 37 s \| \| \| 10.º \| Stefan Bissegger \| EF Education-Nippo \| + 38 s \| \| |                       |                       |                  |
| |                       |                       |                  |
| Fuente: ProCyclingStats |                       |                       |                  |
| Clasificación general |                       |                       |                  |
| Ciclista | Ciclista              | Equipo                | Tiempo           |
| 1.º | Mathieu van der Poel  | Alpecin-Fenix         | 12 h 40 min 51 s |
| 2.º | Julian Alaphilippe    | Deceuninck-Quick Step | + 1 s            |
| 3.º | Stefan Küng           | Groupama-FDJ          | + 4 s            |
| 4.º | Maximilian Schachmann | Bora-Hansgrohe        | + 6 s            |
| 5.º | Mattia Cattaneo       | Deceuninck-Quick Step | + 13 s           |
| 6.º | Iván García Cortina   | Movistar Team         | + 16 s           |
| 7.º | Richard Carapaz       | Ineos Grenadiers      | + 17 s           |
| 8.º | Neilson Powless       | EF Education-Nippo    | + 29 s           |
| 9.º | Andreas Kron          | Lotto-Soudal          | + 37 s           |
| 10.º | Stefan Bissegger      | EF Education-Nippo    | + 38 s           |

### 5.ª etapa
| Gstaad - Leukerbad | etapa de montaña | (172 km) |

| \| Clasificación de la etapa \| Clasificación de la etapa \| Clasificación de la etapa \| Clasificación de la etapa \| Clasificación de la etapa \| \| Ciclista \| Ciclista \| Equipo \| Tiempo \| \| \| ------------------------- \| ------------------------- \| ------------------------- \| ------------------------- \| ------------------------- \| \| 1.º \| Richard Carapaz \| Ineos Grenadiers \| 4 h 01 min 52 s \| \| \| 2.º \| Jakob Fuglsang \| Astana-Premier Tech \| + 0 s \| \| \| 3.º \| Michael Woods \| Israel Start-Up Nation \| + 39 s \| \| \| 4.º \| Lucas Hamilton \| BikeExchange \| + 39 s \| \| \| 5.º \| Rigoberto Urán \| EF Education-Nippo \| + 39 s \| \| \| 6.º \| Maximilian Schachmann \| Bora-Hansgrohe \| + 39 s \| \| \| 7.º \| Julian Alaphilippe \| Deceuninck-Quick Step \| + 39 s \| \| \| 8.º \| Domenico Pozzovivo \| Qhubeka Assos \| + 39 s \| \| \| 9.º \| Esteban Chaves \| BikeExchange \| + 49 s \| \| \| 10.º \| Sam Oomen \| Jumbo-Visma \| + 1 min 22 s \| \| |                       |                        |                 |
| |                       |                        |                 |
| Fuente: ProCyclingStats |                       |                        |                 |
| Clasificación de la etapa |                       |                        |                 |
| Ciclista | Ciclista              | Equipo                 | Tiempo          |
| 1.º | Richard Carapaz       | Ineos Grenadiers       | 4 h 01 min 52 s |
| 2.º | Jakob Fuglsang        | Astana-Premier Tech    | + 0 s           |
| 3.º | Michael Woods         | Israel Start-Up Nation | + 39 s          |
| 4.º | Lucas Hamilton        | BikeExchange           | + 39 s          |
| 5.º | Rigoberto Urán        | EF Education-Nippo     | + 39 s          |
| 6.º | Maximilian Schachmann | Bora-Hansgrohe         | + 39 s          |
| 7.º | Julian Alaphilippe    | Deceuninck-Quick Step  | + 39 s          |
| 8.º | Domenico Pozzovivo    | Qhubeka Assos          | + 39 s          |
| 9.º | Esteban Chaves        | BikeExchange           | + 49 s          |
| 10.º | Sam Oomen             | Jumbo-Visma            | + 1 min 22 s    |

| \| Clasificación general \| Clasificación general \| Clasificación general \| Clasificación general \| Clasificación general \| \| Ciclista \| Ciclista \| Equipo \| Tiempo \| \| \| --------------------- \| --------------------- \| ---------------------- \| --------------------- \| --------------------- \| \| 1.º \| Richard Carapaz \| Ineos Grenadiers \| 16 h 42 min 50 s \| \| \| 2.º \| Jakob Fuglsang \| Astana-Premier Tech \| + 26 s \| \| \| 3.º \| Maximilian Schachmann \| Bora-Hansgrohe \| + 38 s \| \| \| 4.º \| Julian Alaphilippe \| Deceuninck-Quick Step \| + 53 s \| \| \| 5.º \| Rigoberto Urán \| EF Education-Nippo \| + 1 min 11 s \| \| \| 6.º \| Lucas Hamilton \| BikeExchange \| + 1 min 31 s \| \| \| 7.º \| Michael Woods \| Israel Start-Up Nation \| + 1 min 32 s \| \| \| 8.º \| Sam Oomen \| Jumbo-Visma \| + 2 min 19 s \| \| \| 9.º \| Esteban Chaves \| BikeExchange \| + 2 min 22 s \| \| \| 10.º \| Domenico Pozzovivo \| Qhubeka Assos \| + 3 min 10 s \| \| |                       |                        |                  |
| |                       |                        |                  |
| Fuente: ProCyclingStats |                       |                        |                  |
| Clasificación general |                       |                        |                  |
| Ciclista | Ciclista              | Equipo                 | Tiempo           |
| 1.º | Richard Carapaz       | Ineos Grenadiers       | 16 h 42 min 50 s |
| 2.º | Jakob Fuglsang        | Astana-Premier Tech    | + 26 s           |
| 3.º | Maximilian Schachmann | Bora-Hansgrohe         | + 38 s           |
| 4.º | Julian Alaphilippe    | Deceuninck-Quick Step  | + 53 s           |
| 5.º | Rigoberto Urán        | EF Education-Nippo     | + 1 min 11 s     |
| 6.º | Lucas Hamilton        | BikeExchange           | + 1 min 31 s     |
| 7.º | Michael Woods         | Israel Start-Up Nation | + 1 min 32 s     |
| 8.º | Sam Oomen             | Jumbo-Visma            | + 2 min 19 s     |
| 9.º | Esteban Chaves        | BikeExchange           | + 2 min 22 s     |
| 10.º | Domenico Pozzovivo    | Qhubeka Assos          | + 3 min 10 s     |

### 6.ª etapa
| Andermatt - Disentis/Mustér | etapa de montaña | (130 km) |

| \| Clasificación de la etapa \| Clasificación de la etapa \| Clasificación de la etapa \| Clasificación de la etapa \| Clasificación de la etapa \| \| Ciclista \| Ciclista \| Equipo \| Tiempo \| \| \| ------------------------- \| ------------------------- \| ------------------------- \| ------------------------- \| ------------------------- \| \| 1.º \| Andreas Kron \| Lotto-Soudal \| 3 h 14 min 52 s \| \| \| 2.º \| Rui Alberto Costa \| UAE Team Emirates \| + 0 s \| \| \| 3.º \| Hermann Pernsteiner \| Bahrain Victorious \| + 1 s \| \| \| 4.º \| Gonzalo Serrano Rodríguez \| Movistar Team \| + 3 s \| \| \| 5.º \| Pierre Latour \| Total Direct Énergie \| + 3 s \| \| \| 6.º \| Hugo Houle \| Astana-Premier Tech \| + 3 s \| \| \| 7.º \| Neilson Powless \| EF Education-Nippo \| + 3 s \| \| \| 8.º \| Antwan Tolhoek \| Jumbo-Visma \| + 3 s \| \| \| 9.º \| Matteo Fabbro \| Bora-Hansgrohe \| + 50 s \| \| \| 10.º \| Andreas Leknessund \| Team DSM \| + 1 min 00 s \| \| |                           |                      |                 |
| |                           |                      |                 |
| Fuente: ProCyclingStats |                           |                      |                 |
| Clasificación de la etapa |                           |                      |                 |
| Ciclista | Ciclista                  | Equipo               | Tiempo          |
| 1.º | Andreas Kron              | Lotto-Soudal         | 3 h 14 min 52 s |
| 2.º | Rui Alberto Costa         | UAE Team Emirates    | + 0 s           |
| 3.º | Hermann Pernsteiner       | Bahrain Victorious   | + 1 s           |
| 4.º | Gonzalo Serrano Rodríguez | Movistar Team        | + 3 s           |
| 5.º | Pierre Latour             | Total Direct Énergie | + 3 s           |
| 6.º | Hugo Houle                | Astana-Premier Tech  | + 3 s           |
| 7.º | Neilson Powless           | EF Education-Nippo   | + 3 s           |
| 8.º | Antwan Tolhoek            | Jumbo-Visma          | + 3 s           |
| 9.º | Matteo Fabbro             | Bora-Hansgrohe       | + 50 s          |
| 10.º | Andreas Leknessund        | Team DSM             | + 1 min 00 s    |

| \| Clasificación general \| Clasificación general \| Clasificación general \| Clasificación general \| Clasificación general \| \| Ciclista \| Ciclista \| Equipo \| Tiempo \| \| \| --------------------- \| --------------------- \| ---------------------- \| --------------------- \| --------------------- \| \| 1.º \| Richard Carapaz \| Ineos Grenadiers \| 20 h 00 min 31 s \| \| \| 2.º \| Jakob Fuglsang \| Astana-Premier Tech \| + 26 s \| \| \| 3.º \| Maximilian Schachmann \| Bora-Hansgrohe \| + 38 s \| \| \| 4.º \| Julian Alaphilippe \| Deceuninck-Quick Step \| + 53 s \| \| \| 5.º \| Rigoberto Urán \| EF Education-Nippo \| + 1 min 11 s \| \| \| 6.º \| Michael Woods \| Israel Start-Up Nation \| + 1 min 32 s \| \| \| 7.º \| Sam Oomen \| Jumbo-Visma \| + 2 min 19 s \| \| \| 8.º \| Esteban Chaves \| BikeExchange \| + 2 min 22 s \| \| \| 9.º \| Domenico Pozzovivo \| Qhubeka Assos \| + 3 min 10 s \| \| \| 10.º \| Rui Alberto Costa \| UAE Team Emirates \| + 3 min 37 s \| \| |                       |                        |                  |
| |                       |                        |                  |
| Fuente: ProCyclingStats |                       |                        |                  |
| Clasificación general |                       |                        |                  |
| Ciclista | Ciclista              | Equipo                 | Tiempo           |
| 1.º | Richard Carapaz       | Ineos Grenadiers       | 20 h 00 min 31 s |
| 2.º | Jakob Fuglsang        | Astana-Premier Tech    | + 26 s           |
| 3.º | Maximilian Schachmann | Bora-Hansgrohe         | + 38 s           |
| 4.º | Julian Alaphilippe    | Deceuninck-Quick Step  | + 53 s           |
| 5.º | Rigoberto Urán        | EF Education-Nippo     | + 1 min 11 s     |
| 6.º | Michael Woods         | Israel Start-Up Nation | + 1 min 32 s     |
| 7.º | Sam Oomen             | Jumbo-Visma            | + 2 min 19 s     |
| 8.º | Esteban Chaves        | BikeExchange           | + 2 min 22 s     |
| 9.º | Domenico Pozzovivo    | Qhubeka Assos          | + 3 min 10 s     |
| 10.º | Rui Alberto Costa     | UAE Team Emirates      | + 3 min 37 s     |

### 7.ª etapa
| Disentis/Mustér - Andermatt | cronoescalada | (23,2 km) |

| \| Clasificación de la etapa \| Clasificación de la etapa \| Clasificación de la etapa \| Clasificación de la etapa \| Clasificación de la etapa \| \| Ciclista \| Ciclista \| Equipo \| Tiempo \| \| \| ------------------------- \| ------------------------- \| ------------------------- \| ------------------------- \| ------------------------- \| \| 1.º \| Rigoberto Urán \| EF Education-Nippo \| 36 min 02 s \| \| \| 2.º \| Julian Alaphilippe \| Deceuninck-Quick Step \| + 40 s \| \| \| 3.º \| Gino Mäder \| Bahrain Victorious \| + 54 s \| \| \| 4.º \| Richard Carapaz \| Ineos Grenadiers \| + 54 s \| \| \| 5.º \| Tom Dumoulin \| Jumbo-Visma \| + 56 s \| \| \| 6.º \| Mattia Cattaneo \| Deceuninck-Quick Step \| + 58 s \| \| \| 7.º \| Domenico Pozzovivo \| Qhubeka Assos \| + 1 min 00 s \| \| \| 8.º \| Rui Alberto Costa \| UAE Team Emirates \| + 1 min 00 s \| \| \| 9.º \| Søren Kragh Andersen \| Team DSM \| + 1 min 04 s \| \| \| 10.º \| Stefan Küng \| Groupama-FDJ \| + 1 min 05 s \| \| |                      |                       |              |
| |                      |                       |              |
| Fuente: ProCyclingStats |                      |                       |              |
| Clasificación de la etapa |                      |                       |              |
| Ciclista | Ciclista             | Equipo                | Tiempo       |
| 1.º | Rigoberto Urán       | EF Education-Nippo    | 36 min 02 s  |
| 2.º | Julian Alaphilippe   | Deceuninck-Quick Step | + 40 s       |
| 3.º | Gino Mäder           | Bahrain Victorious    | + 54 s       |
| 4.º | Richard Carapaz      | Ineos Grenadiers      | + 54 s       |
| 5.º | Tom Dumoulin         | Jumbo-Visma           | + 56 s       |
| 6.º | Mattia Cattaneo      | Deceuninck-Quick Step | + 58 s       |
| 7.º | Domenico Pozzovivo   | Qhubeka Assos         | + 1 min 00 s |
| 8.º | Rui Alberto Costa    | UAE Team Emirates     | + 1 min 00 s |
| 9.º | Søren Kragh Andersen | Team DSM              | + 1 min 04 s |
| 10.º | Stefan Küng          | Groupama-FDJ          | + 1 min 05 s |

| \| Clasificación general \| Clasificación general \| Clasificación general \| Clasificación general \| Clasificación general \| \| Ciclista \| Ciclista \| Equipo \| Tiempo \| \| \| --------------------- \| --------------------- \| ---------------------- \| --------------------- \| --------------------- \| \| 1.º \| Richard Carapaz \| Ineos Grenadiers \| 20 h 37 min 27 s \| \| \| 2.º \| Rigoberto Urán \| EF Education-Nippo \| + 17 s \| \| \| 3.º \| Julian Alaphilippe \| Deceuninck-Quick Step \| + 39 s \| \| \| 4.º \| Maximilian Schachmann \| Bora-Hansgrohe \| + 1 min 07 s \| \| \| 5.º \| Jakob Fuglsang \| Astana-Premier Tech \| + 1 min 15 s \| \| \| 6.º \| Michael Woods \| Israel Start-Up Nation \| + 3 min 10 s \| \| \| 7.º \| Domenico Pozzovivo \| Qhubeka Assos \| + 3 min 16 s \| \| \| 8.º \| Sam Oomen \| Jumbo-Visma \| + 3 min 39 s \| \| \| 9.º \| Rui Alberto Costa \| UAE Team Emirates \| + 3 min 43 s \| \| \| 10.º \| Esteban Chaves \| BikeExchange \| + 4 min 29 s \| \| |                       |                        |                  |
| |                       |                        |                  |
| Fuente: ProCyclingStats |                       |                        |                  |
| Clasificación general |                       |                        |                  |
| Ciclista | Ciclista              | Equipo                 | Tiempo           |
| 1.º | Richard Carapaz       | Ineos Grenadiers       | 20 h 37 min 27 s |
| 2.º | Rigoberto Urán        | EF Education-Nippo     | + 17 s           |
| 3.º | Julian Alaphilippe    | Deceuninck-Quick Step  | + 39 s           |
| 4.º | Maximilian Schachmann | Bora-Hansgrohe         | + 1 min 07 s     |
| 5.º | Jakob Fuglsang        | Astana-Premier Tech    | + 1 min 15 s     |
| 6.º | Michael Woods         | Israel Start-Up Nation | + 3 min 10 s     |
| 7.º | Domenico Pozzovivo    | Qhubeka Assos          | + 3 min 16 s     |
| 8.º | Sam Oomen             | Jumbo-Visma            | + 3 min 39 s     |
| 9.º | Rui Alberto Costa     | UAE Team Emirates      | + 3 min 43 s     |
| 10.º | Esteban Chaves        | BikeExchange           | + 4 min 29 s     |

### 8.ª etapa
| Andermatt - Andermatt | etapa de montaña | (160 km) |

| \| Clasificación de la etapa \| Clasificación de la etapa \| Clasificación de la etapa \| Clasificación de la etapa \| Clasificación de la etapa \| \| Ciclista \| Ciclista \| Equipo \| Tiempo \| \| \| ------------------------- \| ------------------------- \| ------------------------- \| ------------------------- \| ------------------------- \| \| 1.º \| Gino Mäder \| Bahrain Victorious \| 4 h 06 min 25 s \| \| \| 2.º \| Michael Woods \| Israel Start-Up Nation \| + 0 s \| \| \| 3.º \| Mattia Cattaneo \| Deceuninck-Quick Step \| + 9 s \| \| \| 4.º \| Edward Dunbar \| Ineos Grenadiers \| + 9 s \| \| \| 5.º \| Richard Carapaz \| Ineos Grenadiers \| + 9 s \| \| \| 6.º \| Rui Alberto Costa \| UAE Team Emirates \| + 9 s \| \| \| 7.º \| Rigoberto Urán \| EF Education-Nippo \| + 9 s \| \| \| 8.º \| Domenico Pozzovivo \| Qhubeka Assos \| + 9 s \| \| \| 9.º \| Jakob Fuglsang \| Astana-Premier Tech \| + 9 s \| \| \| 10.º \| Maximilian Schachmann \| Bora-Hansgrohe \| + 21 s \| \| |                       |                        |                 |
| |                       |                        |                 |
| Fuente: ProCyclingStats |                       |                        |                 |
| Clasificación de la etapa |                       |                        |                 |
| Ciclista | Ciclista              | Equipo                 | Tiempo          |
| 1.º | Gino Mäder            | Bahrain Victorious     | 4 h 06 min 25 s |
| 2.º | Michael Woods         | Israel Start-Up Nation | + 0 s           |
| 3.º | Mattia Cattaneo       | Deceuninck-Quick Step  | + 9 s           |
| 4.º | Edward Dunbar         | Ineos Grenadiers       | + 9 s           |
| 5.º | Richard Carapaz       | Ineos Grenadiers       | + 9 s           |
| 6.º | Rui Alberto Costa     | UAE Team Emirates      | + 9 s           |
| 7.º | Rigoberto Urán        | EF Education-Nippo     | + 9 s           |
| 8.º | Domenico Pozzovivo    | Qhubeka Assos          | + 9 s           |
| 9.º | Jakob Fuglsang        | Astana-Premier Tech    | + 9 s           |
| 10.º | Maximilian Schachmann | Bora-Hansgrohe         | + 21 s          |

## Clasificaciones finales
- Las clasificaciones finalizaron de la siguiente forma:[2]

### Clasificación general
| \| Clasificación general \| Clasificación general \| Clasificación general \| Clasificación general \| Clasificación general \| \| Ciclista \| Ciclista \| Equipo \| Tiempo \| \| \| --------------------- \| --------------------- \| ---------------------- \| --------------------- \| --------------------- \| \| 1.º \| Richard Carapaz \| Ineos Grenadiers \| 24 h 44 min 01 s \| \| \| 2.º \| Rigoberto Urán \| EF Education-Nippo \| + 17 s \| \| \| 3.º \| Jakob Fuglsang \| Astana-Premier Tech \| + 1 min 15 s \| \| \| 4.º \| Maximilian Schachmann \| Bora-Hansgrohe \| + 1 min 19 s \| \| \| 5.º \| Michael Woods \| Israel Start-Up Nation \| + 2 min 55 s \| \| \| 6.º \| Domenico Pozzovivo \| Qhubeka Assos \| + 3 min 16 s \| \| \| 7.º \| Rui Alberto Costa \| UAE Team Emirates \| + 3 min 43 s \| \| \| 8.º \| Sam Oomen \| Jumbo-Visma \| + 4 min 16 s \| \| \| 9.º \| Mattia Cattaneo \| Deceuninck-Quick Step \| + 4 min 39 s \| \| \| 10.º \| Esteban Chaves \| BikeExchange \| + 5 min 33 s \| \| |                       |                        |                  |
| |                       |                        |                  |
| Fuente: ProCyclingStats |                       |                        |                  |
| Clasificación general |                       |                        |                  |
| Ciclista | Ciclista              | Equipo                 | Tiempo           |
| 1.º | Richard Carapaz       | Ineos Grenadiers       | 24 h 44 min 01 s |
| 2.º | Rigoberto Urán        | EF Education-Nippo     | + 17 s           |
| 3.º | Jakob Fuglsang        | Astana-Premier Tech    | + 1 min 15 s     |
| 4.º | Maximilian Schachmann | Bora-Hansgrohe         | + 1 min 19 s     |
| 5.º | Michael Woods         | Israel Start-Up Nation | + 2 min 55 s     |
| 6.º | Domenico Pozzovivo    | Qhubeka Assos          | + 3 min 16 s     |
| 7.º | Rui Alberto Costa     | UAE Team Emirates      | + 3 min 43 s     |
| 8.º | Sam Oomen             | Jumbo-Visma            | + 4 min 16 s     |
| 9.º | Mattia Cattaneo       | Deceuninck-Quick Step  | + 4 min 39 s     |
| 10.º | Esteban Chaves        | BikeExchange           | + 5 min 33 s     |

### Clasificación por puntos
| Clasificación por puntos | Clasificación por puntos | Clasificación por puntos | Clasificación por puntos | Clasificación por puntos |
| Ciclista                 | Ciclista                 | Equipo                   | Puntos                   |                          |
| ------------------------ | ------------------------ | ------------------------ | ------------------------ | ------------------------ |
| 1.º                      | Stefan Bissegger         | EF Education-Nippo       | 21 pts                   |                          |
| 2.º                      | Mattia Cattaneo          | Deceuninck-Quick Step    | 20 pts                   |                          |
| 3.º                      | Richard Carapaz          | Ineos Grenadiers         | 18 pts                   |                          |
| 4.º                      | Gino Mäder               | Bahrain Victorious       | 18 pts                   |                          |
| 5.º                      | Stefan Küng              | Groupama-FDJ             | 16 pts                   |                          |
| 6.º                      | Claudio Imhof            |                          | 16 pts                   |                          |
| 7.º                      | Michael Woods            | Israel Start-Up Nation   | 15 pts                   |                          |
| 8.º                      | Rigoberto Urán           | EF Education-Nippo       | 14 pts                   |                          |
| 9.º                      | Andreas Kron             | Lotto-Soudal             | 14 pts                   |                          |
| 10.º                     | Joey Rosskopf            | Rally Cycling            | 12 pts                   |                          |

### Clasificación de la montaña
| Clasificación de la montaña | Clasificación de la montaña | Clasificación de la montaña | Clasificación de la montaña | Clasificación de la montaña |
| Ciclista                    | Ciclista                    | Equipo                      | Puntos                      |                             |
| --------------------------- | --------------------------- | --------------------------- | --------------------------- | --------------------------- |
| 1.º                         | Michael Woods               | Israel Start-Up Nation      | 29 pts                      |                             |
| 2.º                         | David de la Cruz            | UAE Team Emirates           | 29 pts                      |                             |
| 3.º                         | Sergio Samitier             | Movistar Team               | 29 pts                      |                             |
| 4.º                         | Antonio Nibali              | Trek-Segafredo              | 28 pts                      |                             |
| 5.º                         | Wout Poels                  | Bahrain Victorious          | 24 pts                      |                             |
| 6.º                         | Gino Mäder                  | Bahrain Victorious          | 19 pts                      |                             |
| 7.º                         | Rigoberto Urán              | EF Education-Nippo          | 16 pts                      |                             |
| 8.º                         | Mattia Cattaneo             | Deceuninck-Quick Step       | 16 pts                      |                             |
| 9.º                         | Gavin Mannion               | Rally Cycling               | 14 pts                      |                             |
| 10.º                        | Jakob Fuglsang              | Astana-Premier Tech         | 14 pts                      |                             |

### Clasificación de los jóvenes
| Clasificación del mejor joven | Clasificación del mejor joven | Clasificación del mejor joven | Clasificación del mejor joven | Clasificación del mejor joven |
| Ciclista                      | Ciclista                      | Equipo                        | Tiempo                        |                               |
| ----------------------------- | ----------------------------- | ----------------------------- | ----------------------------- | ----------------------------- |
| 1.º                           | Edward Dunbar                 | Ineos Grenadiers              | 24 h 50 min 16 s              |                               |
| 2.º                           | Neilson Powless               | EF Education-Nippo            | + 1 min 39 s                  |                               |
| 3.º                           | Andreas Kron                  | Lotto-Soudal                  | + 7 min 26 s                  |                               |
| 4.º                           | Andreas Leknessund            | Team DSM                      | + 11 min 12 s                 |                               |
| 5.º                           | Stefan de Bod                 | Astana-Premier Tech           | + 12 min 03 s                 |                               |
| 6.º                           | Gino Mäder                    | Bahrain Victorious            | + 15 min 06 s                 |                               |
| 7.º                           | Gijs Leemreize                | Jumbo-Visma                   | + 15 min 20 s                 |                               |
| 8.º                           | Marc Hirschi                  | UAE Team Emirates             | + 22 min 47 s                 |                               |
| 9.º                           | Cristian Camilo Muñoz         | UAE Team Emirates             | + 23 min 46 s                 |                               |
| 10.º                          | Stephen Williams              | Bahrain Victorious            | + 28 min 52 s                 |                               |

### Clasificación por equipos
| Clasificación por equipos | Clasificación por equipos | Clasificación por equipos | Clasificación por equipos |
| Equipo                    | Equipo                    | Tiempo                    |                           |
| ------------------------- | ------------------------- | ------------------------- | ------------------------- |
| 1.º                       | Jumbo-Visma               | 62 h 00 min 10 s          |                           |
| 2.º                       | Bahrain Victorious        | + 1 min 07 s              |                           |
| 3.º                       | Astana-Premier Tech       | + 1 min 51 s              |                           |
| 4.º                       | Ineos Grenadiers          | + 3 min 16 s              |                           |
| 5.º                       | EF Education-Nippo        | + 11 min 31 s             |                           |
| 6.º                       | Deceuninck-Quick Step     | + 14 min 45 s             |                           |
| 7.º                       | UAE Team Emirates         | + 15 min 05 s             |                           |
| 8.º                       | Team DSM                  | + 18 min 03 s             |                           |
| 9.º                       | Total Direct Énergie      | + 18 min 05 s             |                           |
| 10.º                      | Movistar Team             | + 18 min 47 s             |                           |

## Evolución de las clasificaciones
| Etapa                   |                         | Ganador _            | Clasificación general | Puntos               | Montaña           | Jóvenes            | Equipo _              |
| ----------------------- | ----------------------- | -------------------- | --------------------- | -------------------- | ----------------- | ------------------ | --------------------- |
| 1.ª etapa               | contrarreloj individual | Stefan Küng          | Stefan Küng           | Stefan Küng          | no otorgado       | Stefan Bissegger   | EF Education-Nippo    |
| 2.ª etapa               | etapa escarpada         | Mathieu van der Poel | Stefan Küng           | Stefan Küng          | Tom Bohli         | Neilson Powless    | Deceuninck-Quick Step |
| 3.ª etapa               | etapa escarpada         | Mathieu van der Poel | Mathieu van der Poel  | Mathieu van der Poel | Nickolas Zukowsky | Neilson Powless    | Deceuninck-Quick Step |
| 4.ª etapa               | etapa escarpada         | Stefan Bissegger     | Mathieu van der Poel  | Mathieu van der Poel | Nickolas Zukowsky | Neilson Powless    | EF Education-Nippo    |
| 5.ª etapa               | etapa de montaña        | Richard Carapaz      | Richard Carapaz       | Mathieu van der Poel | Esteban Chaves    | Lucas Hamilton     | Deceuninck-Quick Step |
| 6.ª etapa               | etapa de montaña        | Andreas Kron         | Richard Carapaz       | Stefan Bissegger     | Antonio Nibali    | Andreas Leknessund | Deceuninck-Quick Step |
| 7.ª etapa               | cronoescalada           | Rigoberto Urán       | Richard Carapaz       | Stefan Bissegger     | Antonio Nibali    | Andreas Leknessund | Deceuninck-Quick Step |
| 8.ª etapa               | etapa de montaña        | Gino Mäder           | Richard Carapaz       | Stefan Bissegger     | Michael Woods     | Edward Dunbar      | Jumbo-Visma           |
| Clasificaciones finales | Clasificaciones finales |                      | Richard Carapaz       | Stefan Bissegger     | Michael Woods     | Edward Dunbar      | Jumbo-Visma           |

## Ciclistas participantes y posiciones finales
Convenciones:
- AB-N: Abandono en la etapa "N"
- FLT-N: Retiro por llegada fuera del límite de tiempo en la etapa "N"
- NTS-N: No tomó la salida para la etapa "N"
- DES-N: Descalificado o expulsado en la etapa "N"

## UCI World Ranking
La Vuelta a Suiza otorgó puntos para el UCI World Ranking para corredores de los equipos en las categorías UCI WorldTeam, UCI ProTeam y Continental. Las siguientes tablas muestran el baremo de puntuación y los 10 corredores que obtuvieron más puntos:
| Posición              | 1.º | 2.º | 3.º | 4.º | 5.º | 6.º | 7.º | 8.º | 9.º | 10.º | 11.º | 12.º | 13.º | 14.º | 15.º | 16.º-20.º | 21.º-30.º | 31.º-50.º | 51.º-55.º | 56.º-60.º |
| Clasificación general | 500 | 400 | 325 | 275 | 225 | 175 | 150 | 125 | 100 | 85   | 70   | 60   | 50   | 40   | 35   | 30        | 20        | 10        | 5         | 3         |
| Por etapa             | 60  | 25  | 10  |     |     |     |     |     |     |      |      |      |      |      |      |           |           |           |           |           |
| Líder                 | 10  |     |     |     |     |     |     |     |     |      |      |      |      |      |      |           |           |           |           |           |

| Clasificación |                       |                        |         |       |       |       |
| Posición      | Ciclista              | Equipo                 | General | Etapa | Líder | Total |
| ------------- | --------------------- | ---------------------- | ------- | ----- | ----- | ----- |
| 1.º           | Richard Carapaz       | INEOS Grenadiers       | 500     | 60    | 30    | 590   |
| 2.º           | Rigoberto Urán        | EF Education-NIPPO     | 400     | 60    | -     | 460   |
| 3.º           | Jakob Fuglsang        | Astana-Premier Tech    | 325     | 25    | -     | 350   |
| 4.º           | Maximilian Schachmann | Bora-Hansgrohe         | 275     | 25    | -     | 300   |
| 5.º           | Michael Woods         | Israel Start-Up Nation | 225     | 35    | -     | 260   |
| 6.º           | Domenico Pozzovivo    | Qhubeka ASSOS          | 175     | -     | -     | 175   |
| 7.º           | Rui Costa             | UAE Emirates           | 150     | 25    | -     | 175   |
| 8.º           | Mathieu van der Poel  | Alpecin-Fenix          | -       | 120   | 20    | 140   |
| 9.º           | Sam Oomen             | Jumbo-Visma            | 125     | -     | -     | 125   |
| 10.º          | Mattia Cattaneo       | Deceuninck-Quick Step  | 100     | 20    | -     | 120   |